# Cheilonis (dochter van Leotychidas)
Cheilonis (Oudgrieks: Χειλωνίς) (290 v.Chr. - ?) was de dochter van de Spartaan Leotychidas. Ze was de vrouw van de Spartaanse prins en generaal Cleonymus, die veel ouder was dan zij en die ze verachtte. Ze had echter ook een minnaar, de latere Spartaanse koning Acrotatus I, de achterneef van Cleonymus. Ze deden niet echt veel moeite om het te verbergen, aangezien volgens de geschiedschrijver Plutarchus heel Sparta er schande over sprak. Ze werd spottend ‘Chelidonis’ (let.: zwaluw, fig.: maîtresse) genoemd. 
Toen Cheilonis zich uiteindelijk helemaal van haar man afkeerde, verliet Cleonymus Sparta, ook verbitterd omdat de troon van zijn vader niet naar hem, maar naar zijn neef Areus I was gegaan. Hij ging naar Pyrrhus van Epirus en moedigde die aan om Sparta voor hem te veroveren. Pyrrhus belegerde de stad, terwijl koning Areus I net in Kreta was met een deel van het leger. De Spartaanse vrouwen namen het heft in eigen handen, en klommen onder leiding van Cheilonis op de muren om de stad te verdedigen. Toen echter duidelijk werd dat de aanvallers gingen overwinnen, vluchtte Cheilonis naar huis, en legde een strop rond haar nek. Ze wilde liever zelfmoord plegen dan in de handen van Cleonymus vallen. Op dat moment kwam Akrotatus, haar minnaar, echter aan met 300 soldaten. Zij sloegen de aanval terug en de belegeraars vertrokken. Toen hij terugkeerde naar de stad, waar een groot volksfeest was losgebarsten, trad hij in het huwelijk met Cheilonis. In 262 v.Chr. kwam haar man om in een oorlog, terwijl Cheilonis zwanger was. Enkele maanden na zijn dood beviel ze van hun zoon Areus II, die later ook koning zou worden. Het is onduidelijk wanneer zij stierf.